# Eucremastus hebraicator
Eucremastus hebraicator là một loài tò vò trong họ Ichneumonidae.